# 梅雷迪思·麦格拉思
梅雷迪思·麦格拉思（英語：Meredith McGrath，1971年4月28日—），美国女子网球运动员，1988年完成WTA巡回赛首秀。她曾搭档马特·卢塞纳获得1995年美国网球公开赛混合双打冠军。